# ГАЗ-А-Аэро
ГАЗ-А-Аэро — легковой автомобиль.
Автомобиль создан в 1934 г. на шасси ГАЗ-А Алексеем Осиповичем Никитиным (1903—1974), как результат его работы «Исследования обтекаемости автомобиля».
Существовал в одном экземпляре, голубого цвета.
На данный момент местонахождение автомобиля неизвестно.
В результате исследований учёного А. И. Никитина в 1934 году был создан весьма необычный для того времени автомобиль обтекаемой формы ГАЗ-А-АЭРО. Как показали продувки и испытательные заезды, коэффициент его лобового сопротивления Сх оказался меньше, чем у серийного ГАЗ-А. Кузов ГАЗ-А-АЭРО имел деревянный каркас и металлическую обшивку, лобовое стекло было V-образным (как на «Победе»), фары наполовину «утапливались» в кузов, а задние колёса полностью закрывались обтекателями. Для улучшения аэродинамики автомобиль был лишен столь привычных для машин 1930-х годов подножек, бамперов и закрепленного снаружи запасного колёса.
ГАЗ-А-АЭРО оснащался форсированным до 48 л. с. двигателем с алюминиевой головкой, разгонявшим машину до 106 км/ч (у ГАЗ-А максимальная скорость составляла 90 км/ч).

## В игровой и сувенирной индустрии
Масштабная (1:43) модель ГАЗ-А-Аэро была выпущена компанией DiP Models в 2010 году лимитированной серией из 4032 экземпляров с высоким уровнем деталировки.